# SN 2002ii
SN 2002ii – supernowa typu Ia odkryta 30 października 2002 roku w galaktyce A220152-0110. W momencie odkrycia miała maksymalną jasność 21,30m.